# 달링 (1965년 영화)
《달링》(영어: Darling)은 1965년 개봉한 영국의 로맨틱 드라마 영화로, 존 슐레진저가 감독을 맡았다. 1966년 제38회 아카데미상 각본상·여우주연상·의상상 수상작이다.

## 줄거리
스윙잉 런던 시절의 절정기에 아름답지만 도덕성이 없는 젊은 모델이 권력을 지닌 연상의 남성들과 잠자리를 가지며 성공 가도를 달린다. 그러나 그렇게 붙잡은 부와 명성은 그 값을 요구한다. 

## 출연진
- 줄리 크리스티
- 로런스 하비
- 더크 보가드
- 호세 루이스 데빌라용가
- 롤런드 커럼
- 배질 헨슨
- 헬렌 린지
- 앨릭스 스콧
- 라이언 와일드
- 피터 베일리스
- 트레버 보언
- 움베르토 라호
- 장 클로디오
- 조지나 쿡슨
- 제임스 코신스
- 앤 퍼뱅크
- 베르농 도브체프
- 존 슐레진저

## 기타 제작진
- 협력 제작: 빅터 린던
- 배역: 미리엄 브리크먼
- 의상: 줄리 해리스